# 鹿児島大学混声合唱団ポリフォニー・コール
鹿児島大学混声合唱団ポリフォニー・コール（かごしまだいがくこんせいがっしょうだんぽりふぉにー・こーる、1953年 - ）は、鹿児島大学のサークル（部）。通称ポリ。

## 概要
鹿児島大学教育学部音楽部（1950年-1953年）を前身とする。発足当時は伊敷キャンパス（現鹿児島県立短期大学の地）で活動していた。
1950年　前身となる教育学部音楽部が活動開始　1953年音楽部メンバーの呼びかけにより教育学部合唱団が発足
現在では1953年を創部の年としている。それまでの音楽部の活動の中にも合唱はあったが、この年より合唱専門の部として独立した。また1953年度は演奏旅行、定期演奏会等が始まった年であり、この年は現在まで続く活動の原型が整った年でもある。50年代は音楽科生がほぼ例外なくポリフォニー・コールに所属したことから、合唱サークルとしての活動と学科の主催する合唱活動とを厳密に区別することは難しい。
第一回定期演奏会は教育学部音楽科の卒業発表を兼ねていた。第二回より合唱の定期演奏会と学科の卒業発表を分離した。
1955年3月教育学部合唱団と教育学部音楽科共催によるオペラカルメンを上演、60年代まで続いたオペラ上演はのちの鹿児島オペラ協会発足の基礎となった。
1956年教育学部附属合唱団は鹿児島大学混声合唱団ポリフォニー・コールに改称し、形式上は教育学部から全学部対象の部へ変わった。
しかし当時は教育学部のみ伊敷地区、教養部、他学部については郡元地区に所在していたことから、伊敷で活動するポリフォニー・コール団員は圧倒的に教育学部生が多かったという。
50年代は教育学部の有志団体から部への昇格、一学部の合唱団を経て鹿児島大学全学のサークルへと変化する過渡期であった。
1960年秋、教育学部が他学部の集まる郡元キャンパスに移転、同時にポリフォニー・コールも拠点を移動し本格的な全学対象のサークルへとして成長の機会を得る。しかしながらその後も慣習的に合唱経験を奨励されたことから教育学部生の入団は高い水準で推移し、70年代までは団員の大部分は教育学部生であった。このことから現在でも鹿児島県の音楽、教職関係者にポリフォニー・コール出身者の占める割合は高い。
70年代はコンクールでの活躍が目覚ましい。西部合唱コンクール（現在の全日本合唱コンクールブロック選）の常連であった。その後ブロック選は九州合唱コンクールに移行し、1983年までに9度の全国大会進出を果たしている。
2000年、鹿児島大学の授業、試験日程の変更により、コンクール出場と夏季演奏旅行の両立が困難となり、部則からもコンクール出場に関する条項が削除されている。
現在は主な活動として夏季演奏旅行（9月上旬）、定期演奏会（1月下旬）があり、これは創部以来毎年行われているものである。演奏旅行では鹿児島県内の過疎地域の学校、福祉施設等20ヵ所程度の巡回演奏を行う。
また鹿児島大学の入学式、卒業式で旧制七高の寮歌「北辰斜に」、記念歌「火の島は」を同大フロイデコールOBである楠声会合唱団と合同で演奏している。
OGに演歌歌手の原田悠里がいる。
鹿児島県合唱連盟、九州地区大学合唱連盟に加盟。

## 沿革
- 1950年 - 教育学部音楽部として伊敷キャンパスにて活動を始める。合唱、ピアノ独奏などの活動を行う。
- 1953年 - 演奏旅行を開始。（現在ではこの年を創部の年としている。概要にて記述）
- 1954年 - 鹿児島大学教育学部合唱団として組織
- 1956年 - 鹿児島大学混声合唱団ポリフォニー・コールに改称　教育学部の附属組織から全学に開放される。
- 1958年 - 家族制度(団内の班分けシステム）を導入
- 1960年 - 伊敷キャンパス（廃止）から郡元キャンパスに活動を移転
- 1974年 - 第20回記念定期演奏会 OB合同による J Brahms Op.45　ドイツレクイエム全曲オケ付
- 1989年 - 第35回記念定期演奏会 OB合同ステージ企画　愛唱歌
- 1994年 - 第40回記念定期演奏会 OB合同による G Faure　Op.48　レクイエム　全曲
- 2004年 - 第50回記念定期演奏会 OB合同ステージ企画　愛唱歌
- 2009年 - 第55回記念定期演奏会 OB合同ステージ企画　愛唱歌

## 家族制度
- 「家族」と呼ばれる団内の班の形式を1958年から50年以上にわたって継続している。毎年5月に4回生が親となり、翌年3月に離婚（解散）する。メンバーは例年あみだくじによって決められ、各家族にはユニークな名前が付けられる。

演奏旅行では家族単位で共同生活を行う他、コンパ、広告取り、団内運動会など音楽活動以外のイベントは家族制度が基準となって企画運営される場合が大半である。
- ポリフォニー・コールは家族制度とは別に会計局、渉外局など役割ごとの部局制度も持っており、団の運営は通常部局制度を基準に分担する。

家族制度は部局制度、団内アンサンブルチームとは異なるものである。

## 顧問
- 第3代顧問 有馬万里代（1966年4月-1993年3月 部長） 元教育学部音楽科教授
- 第4代顧問 鎌田範政（1993年4月-2003年3月 部長） ＯＢ　元教育学部音楽科教授　現常任指揮者